# Pic de la Jaça d'en Vernet
El Pic de la Jaça d'en Vernet és una muntanya de 2.057,5 m alt del límit dels termes comunals de Castell de Vernet i de Vernet, tots dos de la comarca del Conflent, a la Catalunya del Nord.
És al nord-oest del Coll de la Jaça d'en Vernet, al costat del Roc de les Beçoses. És a la zona nord-occidental de l'extrem sud-est del terme de Vernet, i a l'est de la zona central del terme de Castell de Vernet, a prop al sud-est del monestir de Sant Martí del Canigó i al nord-oest del Quazemí.